# فهرست آثار ملی شهرستان بروجرد
شهرستان بروجرد یکی از شهرستان‌های استان لرستان است. مردم بروجرد مردم لر هستند. این شهرستان در منطقه کوهستانی زاگرس قرار گرفته و مرکز آن شهر بروجرد است. شهرستان بروجرد از شمال به شهرستان‌های ملایر و نهاوند در استان همدان، از شرق به شهرستان شازند در استان مرکزی، از جنوب به شهرستان دورود و از غرب به شهرستان‌های سلسله و دلفان و از جنوب غربی به خرم‌آباد محدود می‌شود.

## آثار ثبت‌شده
| ردیف | نام اثر                              | نگاره | دیرینگی                                            | موقعیت                                                                                           | شمارهٔ ثبت | تاریخ ثبت  | منبع  |
| ---- | ------------------------------------ | ----- | -------------------------------------------------- | ------------------------------------------------------------------------------------------------ | --------- | ---------- | ----- |
| ۱    | مسجد جامع بروجرد                     |       | صفویه                                              | بخش مرکزی، درمرکز شهر بروجرد ۳۳°۵۳′۴۵٫۳″ شمالی ۴۸°۴۵′۴۸٫۴″ شرقی / ۳۳٫۸۹۵۹۱۷°شمالی ۴۸٫۷۶۳۴۴۴°شرقی | ۲۲۸       | ۱۳۱۴/۰۹/۱۵ | [ ۱ ] |
| ۲    | مسجد سلطانی                          |       | قاجاریه                                            | شهر بروجرد - خیابان جعفری ۳۳°۵۳′۴۱٫۴″ شمالی ۴۸°۴۵′۳۱٫۶″ شرقی / ۳۳٫۸۹۴۸۳۳°شمالی ۴۸٫۷۵۸۷۷۸°شرقی    | ۳۹۴       | ۱۳۴۷/۰۸/۲۸ | [ ۲ ] |
| ۳    | خانه سلطانی                          |       | قاجاریه                                            |                                                                                                  | ۱۳۲۸      | ۱۳۵۵/۱۰/۰۶ |       |
| ۴    | منزل حاج سید غفور بریده پز           |       | قاجاریه                                            | محله کوی عارف پلاک ۹۶                                                                            | ۱۳۴۰      | ۱۳۵۵/۰۶/۱۰ |       |
| ۵    | بنای امامزاده جعفر                   |       | ایلخانیان                                          | خ جعفری، محله دوانگه                                                                             | ۱۸۵۵      | ۱۳۷۶/۰۲/۱۵ |       |
| ۶    | پل چالان چولان                       |       | قاجاریه                                            | جاده بروجرد به خرم‌آباد                                                                           | ۱۹۴۶      | ۱۳۷۶/۰۹/۱۶ |       |
| ۷    | دبیرستان پهلوی بروجرد                |       | قاجاریه (۱۳۱۵ ق)                                   | شرق خ حافظ جنوبی نرسیده به میدان                                                                 | ۲۰۷۴      | ۱۳۷۷/۰۴/۲۹ |       |
| ۸    | پل قلعه حاتم                         |       | قاجاریه                                            | واقع در شمالغرب بروجرد                                                                           | ۲۴۳۸      | ۱۳۷۸/۰۸/۰۲ |       |
| ۹    | قلعه رومیان                          |       |                                                    |                                                                                                  | ۳۲۲۸      | ۱۳۷۹/۱۲/۲۵ |       |
| ۱۰   | مسجد امیرالمؤمنین                    |       | قاجاریه                                            | محله بخچال، خیابان شهدان چهارراه حافظ                                                            | ۳۳۷۸      | ۱۳۷۹/۱۲/۲۵ |       |
| ۱۱   | خانه مرحوم حاج آقاکمال نبوی طباطبایی |       | قاجاریه                                            | خ بحرالعلوم، ک احمدی، ک انتظار                                                                   | ۳۷۶۶      | ۱۳۸۰/۰۲/۱۸ |       |
| ۱۲   | مسجد رنگینه                          |       | اواخرزندیه                                         | خ شریعتی                                                                                         | ۴۰۸۳      | ۱۳۸۰/۰۷/۱۰ |       |
| ۱۳   | مسجد قلعه                            |       | زندیه                                              | محله قدیمی کوی علمدار                                                                            | ۴۰۸۴      | ۱۳۸۰/۰۷/۱۰ |       |
| ۱۴   | تکیه موثقی                           |       | قاجاریه                                            | خ تختی                                                                                           | ۴۲۰۶      | ۱۳۸۰/۰۷/۱۰ |       |
| ۱۵   | قلعه و تپه آقبلاغ                    |       | قاجاریه                                            | بخش مرکزی، روستای آقبلاغ                                                                         | ۴۳۶۶      | ۱۳۸۰/۰۹/۰۵ |       |
| ۱۶   | تپه شیرین چغا                        |       | اسلامی                                             | بخش مرکزی، دو کیلومتری جنوب شرقی روستای شیروان                                                   | ۴۷۶۴      | ۱۳۸۰/۱۱/۲۳ |       |
| ۱۷   | مجموعه تپه‌های حاجی‌آباد               |       | تاریخی ـ اسلامی                                    | بخش مرکزی، روستای حاجی‌آباد                                                                       | ۴۷۶۵      | ۱۳۸۰/۱۱/۲۳ |       |
| ۱۸   | تپه چغا ماندنی                       |       | تاریخی ـ اسلامی                                    | بخش مرکزی، دهستان رحیم آباد، دو کیلومتری جنوب روستای عربان                                       | ۴۷۶۶      | ۱۳۸۰/۱۱/۲۳ |       |
| ۱۹   | تپه کیوان چغا کویری                  |       | پیش از تاریخ ـ تاریخی ـ اسلامی                     | روستای کیدان                                                                                     | ۴۷۶۷      | ۱۳۸۰/۱۱/۲۳ |       |
| ۲۰   | تکیه حاج محمد علی روغنی              |       | اواخر قاجار                                        | شمال خیابان بلوار، ۴۵ متری شهرداری                                                               | ۴۷۶۸      | ۱۳۸۰/۱۱/۲۳ |       |
| ۲۱   | تپه کل خرابه                         |       | تاریخی ـ اسلامی                                    | جنوب شرقی روستای میدان تپه کل خرابه                                                              | ۴۷۶۹      | ۱۳۸۰/۱۱/۲۳ |       |
| ۲۲   | تپه سین‌آباد                          |       | تاریخی ـ اسلامی                                    | بخش مرکزی، روستای سین آباد                                                                       | ۴۷۷۰      | ۱۳۸۰/۱۱/۲۳ |       |
| ۲۳   | تپه گنجینه                           |       | تاریخی ـ اسلامی                                    | بخش مرکزی، روستای کیوره                                                                          | ۴۷۷۱      | ۱۳۸۰/۱۱/۲۳ |       |
| ۲۴   | تپه طنجور                            |       | تاریخی ـ اسلامی                                    | بخش مرکزی، دهستان شیروان، روستای طنجور                                                           | ۵۰۵۷      | ۱۳۸۰/۱۲/۲۵ |       |
| ۲۵   | مجموعه تپه‌های باستانی خدابخشی        |       | تاریخی ـ اسلامی                                    | بخش اشترنیان، یک کیلومتری شمال غرب روستای قائدطاهر                                               | ۵۰۵۸      | ۱۳۸۰/۱۲/۲۵ |       |
| ۲۶   | تپه کیوره                            |       | تاریخی ـ اسلامی                                    | بخش مرکزی، دهستان همت‌آباد، روستای کیوره                                                          | ۵۰۵۹      | ۱۳۸۰/۱۲/۲۵ |       |
| ۲۷   | تپه بلالوک                           |       | هزاره یک ق‌م                                        | بخش مرکزی، دهستان والانجرد، روستای بردبل                                                         | ۷۱۲۱      | ۱۳۸۱/۱۱/۱۲ |       |
| ۲۸   | تپه امامزاده ابراهیم                 |       | تاریخی ـ اسلامی                                    | بخش مرکزی، دهستان دره صیدی، روستای دو دانگه                                                      | ۷۱۲۲      | ۱۳۸۱/۱۱/۱۲ |       |
| ۲۹   | تپه پاچغا                            |       | پیش از تاریخ ـ تاریخی                              | بخش مرکزی، دهستان دره صیدی، روستای محمد ضیاء                                                     | ۷۱۲۳      | ۱۳۸۱/۱۱/۱۲ |       |
| ۳۰   | تپه سلیمان تره                       |       | هزاره یک ق‌م                                        | بخش مرکزی، یک کیلومتری جنوب غربی روستای همیانه                                                   | ۷۱۲۴      | ۱۳۸۱/۱۱/۱۲ |       |
| ۳۱   | تپه دوراخ                            |       | تاریخی                                             | بخش مرکزی، دهستان والانجرد، روستای بردبل                                                         | ۷۱۲۵      | ۱۳۸۱/۱۱/۱۲ |       |
| ۳۲   | تپه کله                              |       | پیش از تاریخ                                       | بخش مرکزی، دهستان دره صیدی، روستای کله                                                           | ۷۱۲۶      | ۱۳۸۱/۱۱/۱۲ |       |
| ۳۳   | تپه گرد له روستای همیانه             |       | تاریخی                                             | بخش مرکزی، دهستان والانجرد، روستای همیانه                                                        | ۷۱۲۷      | ۱۳۸۱/۱۱/۱۲ |       |
| ۳۴   | تپه علی اکبری                        |       | هزاره یک ق‌م                                        | بخش درود، روستای افراونده                                                                        | ۷۱۲۸      | ۱۳۸۱/۱۱/۱۲ |       |
| ۳۵   | تپه چغا کافران                       |       | تاریخی                                             | بخش مرکزی، دهستان والانجرد، دو کیلومتری روستای دهکرد                                             | ۷۱۲۹      | ۱۳۸۱/۱۱/۱۲ |       |
| ۳۶   | تپه گرد له روستای کریم‌آباد           |       | تاریخی ـ اسلامی                                    | بخش مرکزی، دهستان والانجرد، روستای کریم آباد                                                     | ۷۱۳۰      | ۱۳۸۱/۱۱/۱۲ |       |
| ۳۷   | تپه گرد له روستای هزار جریب          |       | تاریخی                                             | بخش مرکزی، دهستان والانجرد، روستای هزار جریب                                                     | ۷۱۳۱      | ۱۳۸۱/۱۱/۱۲ |       |
| ۳۸   | تپه قبرستان                          |       | اسلامی                                             | بخش مرکزی، دهستان دره صیدی، روستای دره نقدی                                                      | ۷۱۳۲      | ۱۳۸۱/۱۱/۱۲ |       |
| ۳۹   | تپه پا برج                           |       | اسلامی                                             | بخش مرکزی، دهستان دره صیدی، جنوب غربی، روستای محمد ضیاء                                          | ۷۱۳۳      | ۱۳۸۱/۱۱/۱۲ |       |
| ۴۰   | تپه قبرستان                          |       | اسلامی                                             | بخش مرکزی، دهستان دره صیدی، روستای محمدضیاء                                                      | ۷۱۳۴      | ۱۳۸۱/۱۱/۱۲ |       |
| ۴۱   | تپه رمضان                            |       | تاریخی                                             | بخش مرکزی، دهستان والانجرد، روستای بردبل                                                         | ۷۱۳۵      | ۱۳۸۱/۱۱/۱۲ |       |
| ۴۲   | تپه ملا عزیز                         |       | تاریخی                                             | بخش مرکزی، دهستان دره صیدی، روستای سرنجه                                                         | ۷۱۳۶      | ۱۳۸۱/۱۱/۱۲ |       |
| ۴۳   | تپه آهنگران                          |       | تاریخی                                             | بخش مرکزی، روستای بردبل، دهستان والانجرد                                                         | ۷۱۳۷      | ۱۳۸۱/۱۱/۱۲ |       |
| ۴۴   | تپه قلعه روستای محمد ضیاء            |       | تاریخی                                             | بخش مرکزی، دهستان دره صیدی، روستای محمد ضیاء                                                     | ۷۱۳۸      | ۱۳۸۱/۱۱/۱۲ |       |
| ۴۵   | تپه آقا نصرالله                      |       | اسلامی                                             | ۱۵ کیلومتری جنوب شرقی بخش مرکزی، روستای خایان                                                    | ۷۱۳۹      | ۱۳۸۱/۱۱/۱۲ |       |
| ۴۶   | تپه کلنگانه                          |       | قرون اولیه اسلامی الی قاجاریه                      | بخش مرکزی، روستای کلنگانه                                                                        | ۷۱۴۰      | ۱۳۸۱/۱۱/۱۲ |       |
| ۴۷   | تپه قلاع سرقلاع                      |       | تاریخی ـ اسلامی                                    | ۲۰ کیلومتری ۵۰۰ متری شمال روستای عباس‌آباد کهریز                                                  | ۷۱۴۱      | ۱۳۸۱/۱۱/۱۲ |       |
| ۴۸   | تپه باغ کشکه                         |       | اسلامی                                             | بخش مرکزی، دهستان دره صیدی، روستای دودانگه                                                       | ۷۱۴۲      | ۱۳۸۱/۱۱/۱۲ |       |
| ۴۹   | تپه زارم                             |       | اسلامی                                             | بخش مرکزی، روستای زارم                                                                           | ۷۱۴۳      | ۱۳۸۱/۱۱/۱۲ |       |
| ۵۰   | تپه حمام خرابه                       |       | پیش از تاریخ ـ تاریخی ـ اسلامی                     | بخش مرکزی، دهستان والانجرد، روستای والانجرد                                                      | ۷۱۴۴      | ۱۳۸۱/۱۱/۱۲ |       |
| ۵۱   | تپه اسد خانی                         |       | اسلامی                                             | بخش مرکزی، روستای اسد خانی                                                                       | ۷۱۴۵      | ۱۳۸۱/۱۱/۱۲ |       |
| ۵۲   | تپه زنگنه                            |       | پیش از تاریخ ـ تاریخی ـ اسلامی                     | بخش مرکزی، روستای جهان‌آباد                                                                       | ۷۱۴۶      | ۱۳۸۱/۱۱/۱۲ |       |
| ۵۳   | تپه کوره                             |       | تاریخی ـ اسلامی                                    | بخش مرکزی، دهستان والانجرد، روستای هزار جریب                                                     | ۷۱۴۷      | ۱۳۸۱/۱۱/۱۲ |       |
| ۵۴   | تپه امامزاده والیان                  |       | اسلامی                                             | لرستان، بروجرد، بخش مرکزی، روستای والیان                                                         | ۷۹۶۰      | ۱۳۸۱/۱۲/۱۷ |       |
| ۵۵   | تپه امامزاده عبدالله                 |       | قرون اولیه اسلامی                                  | لرستان، بروجرد، بخش اشترینان، روستای کوشکی پائین                                                 | ۷۹۶۱      | ۱۳۸۱/۱۲/۱۷ |       |
| ۵۶   | حمام قدیمی اشترینان                  |       | قاجاریه                                            | بخش اشترینان، خیابان دکتر بهشتی، محله معروف به گودرزیها                                          | ۹۹۷۴      | ۱۳۸۲/۰۶/۲۳ |       |
| ۵۷   | امامزاده قاسم                        |       | قرن ۹ ق                                            | بروجرد، خیابان جعفری، خیابان ۱۷ شهریور، محله امام زاده قاسم                                      | ۹۹۷۵      | ۱۳۸۲/۰۶/۲۳ |       |
| ۵۸   | تپه چیا پلتق                         |       | پیش از تاریخ ـ تاریخی                              | بخش مرکزی، دهستان دره صیدی در ۸۰۰ شمال شرقی روستای کلان                                          | ۹۹۷۶      | ۱۳۸۲/۰۶/۲۳ |       |
| ۵۹   | تپه قبرستان                          |       | تاریخی                                             | بخش مرکزی، دهستان دره صیدی، یک کیلومتری روستای درودگران                                          | ۹۹۷۷      | ۱۳۸۲/۰۶/۲۳ |       |
| ۶۰   | تپه قلعه یزدگرد                      |       | تاریخی                                             | بخش اشترینان، ۱/۵ کیلومتری شمال غرب روستای بید کلمه                                              | ۹۹۷۸      | ۱۳۸۲/۰۶/۲۳ |       |
| ۶۱   | تپه سرچغا                            |       | پیش از تاریخ                                       | بخش مرکزی، دهستان دره صیدی، شمال غرب روستای سرچغا                                                | ۹۹۷۹      | ۱۳۸۲/۰۶/۲۳ |       |
| ۶۲   | تپه چشمه باغ                         |       | پیش از تاریخ                                       | بخش اشترینان، دهستان اشترینان، شمال روستای بید کلمه                                              | ۹۹۸۰      | ۱۳۸۲/۰۶/۲۳ |       |
| ۶۳   | تپه گوراسمه                          |       | هزاره دو ق‌م تا اسلامی                              | بخش اشترینان، دهستان اشترینان، ۴ کیلومتری جنوب غرب روستای دره گرگ                                | ۹۹۸۱      | ۱۳۸۲/۰۶/۲۳ |       |
| ۶۴   | تپه برج                              |       | هزاره یک ق‌م                                        | بخش مرکزی، دهستان دره صیدی، روستای ده توشمال                                                     | ۹۹۸۲      | ۱۳۸۲/۰۶/۲۳ |       |
| ۶۵   | تپه چغا کوچکه                        |       | اشکانی (پارت) ـ ساسانی ـ اسلامی                    | بخش مرکزی، دهستان دره صیدی، روستای قپا نوری                                                      | ۹۹۸۳      | ۱۳۸۲/۰۶/۲۳ |       |
| ۶۶   | تپه فخرآباد، بروجرد                  |       | هزاره دو و هزاره یک ق‌م                             | بخش مرکزی، دهستان دره صیدی، ۲۰۰ متری شرق روستای فخر آباد                                         | ۹۹۸۴      | ۱۳۸۲/۰۶/۲۳ |       |
| ۶۷   | تپه ماسه                             |       | اسلامی                                             | بخش مرکزی، دهستان دره صیدی، ۲۰۰ متری جنوب شرق روستای دهگاه                                       | ۹۹۸۵      | ۱۳۸۲/۰۶/۲۳ |       |
| ۶۸   | تپه پاگاوی                           |       | تاریخی                                             | بخش مرکزی، دهستان دره صیدی، روستای فخر آباد                                                      | ۹۹۸۶      | ۱۳۸۲/۰۶/۲۳ |       |
| ۶۹   | تپه خشگه در                          |       | اشکانی (پارت)                                      | بخش مرکزی، یک کیلومتری غرب روستای ملک‌آباد                                                        | ۹۹۸۷      | ۱۳۸۲/۰۶/۲۳ |       |
| ۷۰   | تپه قلعه‌خرابه                        |       | تاریخی ـ اسلامی                                    | بخش مرکزی، دهستان شیروان، ۱/۵ کیلومتری جنوب شرقی روستای نلخاص پایین                              | ۹۹۸۸      | ۱۳۸۲/۰۶/۲۳ |       |
| ۷۱   | تپه دوقلو                            |       | تاریخی                                             | بخش اشترنیان، دهستان گودرزی، ۵۰۰ متری شمال روستای ونایی                                          | ۹۹۸۹      | ۱۳۸۲/۰۶/۲۳ |       |
| ۷۲   | تپه پابرج آقایی                      |       | اسلامی                                             | بخش مرکزی، دهستان دره صیدی، دو کیلومتری جنوب روستای حاجی‌آباد زندی                                | ۹۹۹۰      | ۱۳۸۲/۰۶/۲۳ |       |
| ۷۳   | تپه گردله                            |       | تاریخی                                             | بخش مرکزی، دهستان والانجرد، یک کیلومتری جنوب روستای دره زاغه پائین                               | ۹۹۹۱      | ۱۳۸۲/۰۶/۲۳ |       |
| ۷۴   | تپه مکینه                            |       | اسلامی                                             | بخش مرکزی، دهستان شیروان، روستای اسدخانی                                                         | ۹۹۹۹      | ۱۳۸۲/۰۶/۲۳ |       |
| ۷۵   | تپه قلعه بهاءالدین                   |       | تاریخی ـ اسلامی                                    | بخش مرکزی، دهستان شیروان، روستای قلعه بهاءالدین                                                  | ۱۰۰۰۲     | ۱۳۸۲/۰۶/۲۳ |       |
| ۷۶   | تپه دو خواهران                       |       | هزاره یک ق‌م                                        | بخش مرکزی، روستای اسد خانی                                                                       | ۱۰۰۰۳     | ۱۳۸۲/۰۶/۲۳ |       |
| ۷۷   | تپه خرابه‌های گنجینه                  |       | تاریخی ـ اسلامی                                    | بخش مرکزی، روستای گنجینه                                                                         | ۱۰۰۰۴     | ۱۳۸۲/۰۶/۲۳ |       |
| ۷۸   | مسجد امام رضا (ع)                    |       | زندیه ـ قاجاریه                                    | بروجرد، خیابان شهدا                                                                              | ۱۰۰۰۵     | ۱۳۸۲/۰۶/۲۳ |       |
| ۷۹   | امامزاده ابراهیم                     |       | قاجاریه                                            | بخش مرکزی، روستای دهکرد                                                                          | ۱۰۰۰۶     | ۱۳۸۲/۰۶/۲۳ |       |
| ۸۰   | خانه مصری                            |       | قاجاریه                                            | بروجرد، خیابان صفا، کوچه میدان صفا، مجاور پارک صامتیه                                            | ۱۰۸۷۳     | ۱۳۸۲/۱۱/۰۲ |       |
| ۸۱   | تپه قلعه ونایی                       |       | تاریخی                                             | بخش اشترینان، دهستان گودرزی، ۵۰۰ متری شمال شرق روستای ونایی                                      | ۱۱۲۲۴     | ۱۳۸۳/۰۹/۰۷ |       |
| ۸۲   | تپه قلعه نلخاص بالا                  |       | تاریخی ـ اسلامی                                    | بخش مرکزی، دهستان شیروان، ۱/۵ کیلومتری جنوب غربی روستای نلخاص بالا                               | ۱۱۲۲۵     | ۱۳۸۳/۰۹/۰۷ |       |
| ۸۳   | تپه بالای منبع آب                    |       | تاریخی ـ اسلامی                                    | بخش مرکزی، ۷۰۰متری روستای شیروان                                                                 | ۱۱۲۲۶     | ۱۳۸۳/۰۹/۰۷ |       |
| ۸۴   | تپه قبرستان ملک‌آباد                  |       | پیش از تاریخ ـ تاریخی                              | بخش مرکزی، دهستان دره صیدی، ۳۰۰ متری غرب روستای ملک‌آباد                                          | ۱۱۲۲۷     | ۱۳۸۳/۰۹/۰۷ |       |
| ۸۵   | مسجد سید                             |       | قاجاریه                                            | بروجرد، خیابان بحرالعلوم، کوچه مسجد سید                                                          | ۱۱۲۵۸     | ۱۳۸۳/۰۹/۰۷ |       |
| ۸۶   | امامزاده عسگری                       |       | قرن ۸ ق                                            | بخش مرکزی، دهستان دره صیدی، روستای تپه مولا                                                      | ۱۱۲۵۹     | ۱۳۸۳/۱۱/۱۰ |       |
| ۸۷   | مدرسه حجتیه                          |       | اوایل قاجار                                        | بروجرد، خ صفا، میدان محمدحسن خان                                                                 | ۱۱۲۶۰     | ۱۳۸۳/۱۱/۱۰ |       |
| ۸۸   | تپه جوب کلان                         |       | پیش از تاریخ ـ تاریخی                              | بخش مرکز ی، دهستان دره صیدی، روستای کلان                                                         | ۱۱۶۸۹     | ۱۳۸۳/۱۲/۲۴ |       |
| ۸۹   | تپه کاروان‌سرای کوشکی                 |       | اسلامی                                             | بخش اشترینان، ۳ کیلومتری شمال شرق، روستای کوشکی بالا                                             | ۱۱۶۹۰     | ۱۳۸۳/۱۲/۲۴ |       |
| ۹۰   | آرامگاه شیخ محمد ابراهیم مجتهد       |       | اواخر قاجار                                        | بروجرد، خیابان سعدی (سوزنی سابق)، تقاطع شهید قندی                                                | ۱۱۷۵۱     | ۱۳۸۳/۱۲/۲۴ |       |
| ۹۱   | تکیه حاج محمود تکویی                 |       | اواخر قاجار ـ پهلوی اول                            | بروجرد، میدان یاد بود، ابتدای بلوار شهید بهشتی                                                   | ۱۱۷۵۲     | ۱۳۸۳/۱۲/۲۴ |       |
| ۹۲   | خانه افتخارالاسلام طباطبایی          |       | قاجاریه                                            | بروجرد، خیابان صفا، کوچه هلال احمر، کوچه آقا احمدی                                               | ۱۱۷۵۳     | ۱۳۸۳/۱۲/۲۴ |       |
| ۹۳   | خانه صدر زاده نبوی طباطبایی          |       | قاجاریه                                            | بروجرد، خیابان بحرالعلوم، کوچه مواهبی                                                            | ۱۱۷۵۴     | ۱۳۸۳/۱۲/۲۴ |       |
| ۹۴   | آرامگاه دو خواهران                   |       | قاجاریه                                            | بروجرد، خیابان شریعتی، کوچه ادب                                                                  | ۱۱۷۵۵     | ۱۳۸۳/۱۲/۲۴ |       |
| ۹۵   | خانه هجری                            |       | قاجاریه ـ پهلوی                                    | بروجرد، خ شهدا، کوچه بشیر المعظم، کوچه زمرد                                                      | ۱۲۵۳۶     | ۱۳۸۴/۰۵/۱۱ |       |
| ۹۶   | باغ همایونی                          |       | قاجاریه                                            | بروجرد، خ شهدا، کوچه بشیرالمعظم، کوچه زمرد                                                       | ۱۲۵۳۷     | ۱۳۸۴/۰۵/۱۱ |       |
| ۹۷   | خانه همایونی                         |       | قاجاریه                                            | بروجرد، خ شهدا، کوچه بشیر المعظم، کوچه زمرد                                                      | ۱۲۵۳۸     | ۱۳۸۴/۰۵/۱۱ |       |
| ۹۸   | منزل قدیمی مرحوم غروی                |       | قاجاریه                                            | بروجرد، محله یخچال، خ شهدا، کوچه شهید زرندی (کلاه فرنگی)، پ ۱۰۱۱                                 | ۱۴۲۰۱     | ۱۳۸۴/۱۱/۰۹ |       |
| ۹۹   | منزل آیت ا. . . بروجردی              |       | قاجاری ـ پهلوی                                     | شهربروجرد، خ صفا، کوچه آیت ا. . . بروجردی                                                        | ۱۴۴۷۵     | ۱۳۸۴/۱۲/۱۶ |       |
| ۱۰۰  | حمام امام جمعه                       |       | صفوی                                               | شهربروجرد، خ آزادی، کوچه امام جمعه                                                               | ۱۴۴۷۶     | ۱۳۸۴/۱۲/۱۶ |       |
| ۱۰۱  | خانه حاج ابوطالب بیرجندی             |       | قاجاری ـ پهلوی                                     | شهربروجرد، خ صفا، کوچه هلال احمر، جنب پارک صامتیه                                                | ۱۴۴۷۷     | ۱۳۸۴/۱۲/۱۶ |       |
| ۱۰۲  | حمام قدیمی قدغون (سیدها)             |       | قاجاری                                             | شهربروجرد، خ قدغون (شهید رضایی)                                                                  | ۱۴۴۷۸     | ۱۳۸۴/۱۲/۱۶ |       |
| ۱۰۳  | خانه مغیث الا سلام                   |       | قاجاریه                                            | شهر بروجرد، خ صفا، روبروی پارک صامتیه (جنب پارک)                                                 | ۱۵۶۶۷     | ۱۳۸۵/۰۳/۲۸ |       |
| ۱۰۴  | خانه مستجاب الدعوه (مؤذن)            |       | قاجاریه                                            | شهر بروجرد، خ شهید مجتبی رضایی (قد غون) ک، شهید معماری                                           | ۱۵۶۶۸     | ۱۳۸۵/۰۳/۲۸ |       |
| ۱۰۵  | حمام سید                             |       | صفویه ـ زندیه                                      | شهر بروجرد، خ بحرالعلوم، بازارچه میدان صفا                                                       | ۱۵۸۰۱     | ۱۳۸۵/۰۵/۰۸ |       |
| ۱۰۶  | خانه ایران پور                       |       | قاجاریه ـ پهلوی                                    | شهر بروجرد، محله دودانگه، زیر محله ناسکدین (ناسگری)، ک شریف، ک یاری، پ۱۵                         | ۱۶۳۹۹     | ۱۳۸۵/۰۸/۲۴ |       |
| ۱۰۷  | خانه بشیری                           |       | قاجاریه ـ پهلوی                                    | شهر بروجرد، خ بحرالعلوم، کوچه مواهبی، کوچه صدرزاده، پلاک ۲۹                                      | ۱۶۴۰۰     | ۱۳۸۵/۰۸/۲۴ |       |
| ۱۰۸  | خانه بزرگمهر                         |       | قاجاریه ـ پهلوی                                    | شهر بروجرد، خ بحرالعلوم، کوچه مواهبی، پ ۶                                                        | ۱۶۴۰۱     | ۱۳۸۵/۰۸/۲۴ |       |
| ۱۰۹  | تپه سررودخانه                        |       | هزاره ۳ تا۶ ق‌م ـ پارتی ـ قرون میانه اسلامی         | بخش اشترینان، ۴۰۰ م جنوب شهر اشترینان                                                            | ۱۸۱۵۶     | ۱۳۸۵/۱۲/۲۲ |       |
| ۱۱۰  | تپه فنی حرفه‌ای دو                    |       | مفرغ                                               | بخش مرکزی، دهستان همت‌آباد، یک کیلومتری شمال قلعه حاتم                                            | ۱۸۱۵۷     | ۱۳۸۵/۱۲/۲۲ |       |
| ۱۱۱  | تپه استخر آهکی                       |       | مفرغ ـ آهن ـ تاریخی ـ قرون میانه و متأخر اسلامی    | بخش مرکزی، دهستان والانجرد، ۱/۱ کیلومتری شمال روستای قشلاق                                       | ۱۸۱۶۶     | ۱۳۸۵/۱۲/۲۲ |       |
| ۱۱۲  | تپه مگسان شرقی و غربی                |       | کالکولتیک ـ مفرغ ـ تاریخی ـ قرون میانه اسلامی      | بخش اشترینان، دهستان بردسره، ۹۰۰ م شمال غرب روستای مگسان علیا                                    | ۱۸۱۶۷     | ۱۳۸۵/۱۲/۲۲ |       |
| ۱۱۳  | تپه میر علی                          |       | مس و سنگ                                           | بخش مرکزی، دهستان دره صیدی، یک کیلومتری شمال غرب روستای سردره سرینجه                             | ۱۸۱۹۵     | ۱۳۸۵/۱۲/۲۲ |       |
| ۱۱۴  | تپه بوریاباف                         |       | قرون میانه اسلامی                                  | بخش مرکزی، دهستان همت‌آباد، ۵۰ م جنوب روستای بوریاباف                                             | ۱۸۱۹۶     | ۱۳۸۵/۱۲/۲۲ |       |
| ۱۱۵  | تپه کوشک                             |       | تاریخی ـ قرون میانه اسلامی                         | بخش مرکزی، دهستان دره صیدی، روستای کوشک                                                          | ۱۸۲۱۷     | ۱۳۸۵/۱۲/۲۲ |       |
| ۱۱۶  | تپه زلزله والاشان                    |       | آهن ـ تاریخی                                       | بخش مرکزی، دهستان همت‌آباد، روستای والاشان                                                        | ۱۸۲۱۸     | ۱۳۸۵/۱۲/۲۲ |       |
| ۱۱۷  | تپه فنی حرفه‌ای یک                    |       | مس و سنگ                                           | بخش مرکزی، دهستان همت‌آباد، یک کیلومتری شمال قلعه حاتم                                            | ۱۸۲۳۰     | ۱۳۸۵/۱۲/۲۲ |       |
| ۱۱۸  | تپه دادا                             |       | نوسنگی ـ کالکولتیک ـ اشکانی ـ سلجوقی               | بخش مرکزی، دهستان شیروان، ۱/۵ کیلومتری جنوب شرقی روستای پاپی لک                                  | ۱۸۳۳۶     | ۱۳۸۵/۱۲/۲۸ |       |
| ۱۱۹  | تپه ماشین زارم                       |       | قرون اولیه اسلامی ـ سلجوقی                         | بخش مرکزی، دهستان شیروان، ۴۰۰ م جنوب روستای زارم                                                 | ۱۸۳۳۷     | ۱۳۸۵/۱۲/۲۸ |       |
| ۱۲۰  | تپه جمشید خانی                       |       | کالکولتیک                                          | بخش مرکزی، دهستان شیروان، یک کیلومتری جنوب شرق روستای بصری                                       | ۱۸۳۳۸     | ۱۳۸۵/۱۲/۲۸ |       |
| ۱۲۱  | تپه دالوندی                          |       | کالکولتیک ـ قرن ۷ ه‍.ق                               | بخش مرکزی، دهستان شیروان، ۱/۶ کیلومتری جنوب شرقی روستای بصری                                     | ۱۸۳۳۹     | ۱۳۸۵/۱۲/۲۸ |       |
| ۱۲۲  | تپه سفید کن ۲                        |       | کالکولتیک                                          | بخش مرکزی، دهستان شیروان، ۱۲۰۰ م جنوب روستای قلعه نوشوکتی                                        | ۱۸۳۴۰     | ۱۳۸۵/۱۲/۲۸ |       |
| ۱۲۳  | تپه مال جانی                         |       | پیش از تاریخ ـ آهن III ـ قرن ۷ ه‍.ق                  | بخش مرکزی، دهستان شیروان، ۱۴۰۰ م شمال شرق روستای گنجینه                                          | ۱۸۳۴۱     | ۱۳۸۵/۱۲/۲۸ |       |
| ۱۲۴  | تپه مردزما                           |       | آهن III                                            | بخش مرکزی، دهستان شیروان، ۱/۵ کیلومتری جنوب شرق روستای قرق                                       | ۱۸۳۴۲     | ۱۳۸۵/۱۲/۲۸ |       |
| ۱۲۵  | تپه حسن‌آباد کوچکه                    |       | آهن III ـ اشکانی ـ قرن ۷ تا ۱۱ ه‍.ق                  | بخش مرکزی، دهستان شیروان، یک کیلومتری شرق روستای شیروان                                          | ۱۸۳۴۳     | ۱۳۸۵/۱۲/۲۸ |       |
| ۱۲۶  | تپه سفید کن ۵                        |       | تاریخی                                             | بخش مرکزی، دهستان شیروان، ۱۲۰۰ م جنوب روستای قلعه نوشوکتی                                        | ۱۸۳۴۴     | ۱۳۸۵/۱۲/۲۸ |       |
| ۱۲۷  | تپه روغنی                            |       | مس سنگی ـ مفرغ ـ آهن ـ اشکانی ـ قرن ۷ ه‍.ق           | بخش مرکزی، دهستان شیروان، ۳۰۰ م شمال غرب روستای گنجینه                                           | ۱۸۳۴۵     | ۱۳۸۵/۱۲/۲۸ |       |
| ۱۲۸  | تپه چهارطاق ۱                        |       | تاریخی، قرون اولیه میانی اسلامی                    | بخش اشترینان، دهستان بردسرده، روستای دهریز                                                       | ۱۸۳۴۶     | ۱۳۸۵/۱۲/۲۸ |       |
| ۱۲۹  | تپه چال بطو                          |       | کالکولتیک ـ آهن                                    | بخش مرکزی، دهستان شیروان، یک کیلومتری شمال غرب روستای گنجینه                                     | ۱۸۳۴۷     | ۱۳۸۵/۱۲/۲۸ |       |
| ۱۳۰  | تپه زنگنه ۲                          |       | اشکانی تا ساسانی ـ قرن ۵ تا ۷ ه‍.ق ـ سلجوقی          | بخش مرکزی، دهستان همت‌آباد، ۲/۶ کیلومتری جنوبغرب روستای والانجرد                                  | ۱۸۳۴۸     | ۱۳۸۵/۱۲/۲۸ |       |
| ۱۳۱  | تپه چیا گنج                          |       | نوسنگی تا کالکولتیک ـ آهن ـ تاریخی ـ قرن ۵ تا ۷ ه‍.ق | بخش مرکزی، دهستان شیروان، ۱/۱ کیلومتری غرب روستای بزازنا                                         | ۱۸۳۴۹     | ۱۳۸۵/۱۲/۲۸ |       |
| ۱۳۲  | تپه سفید کن ۳                        |       | کالکولتیک ـ آهن ـ تاریخی                           | بخش مرکزی، دهستان شیروان، ۱۲۰۰ م جنوب روستای قلعه نوشوکتی                                        | ۱۸۳۵۰     | ۱۳۸۵/۱۲/۲۸ |       |
| ۱۳۳  | تپه ولیان ۴                          |       | مفرغ ـ آهن ـ تاریخی ـ قرون اولیه و میانی اسلامی    | بخش مرکزی، دهستان شیروان، ۲۰۰ م غرب روستای ولیان                                                 | ۱۸۳۵۱     | ۱۳۸۵/۱۲/۲۸ |       |
| ۱۳۴  | تپه بزازنا                           |       | کالکولتیک ـ مفرغ ـ آهن ـ تاریخی ـ قرن ۴ تا ۷ ه‍.ق    | بخش مرکزی، دهستان شیروان، روستای بزازنا                                                          | ۱۸۳۵۲     | ۱۳۸۵/۱۲/۲۸ |       |
| ۱۳۵  | تپه چال سرنجه ۱                      |       | اشکانی ـ قرون اولیه اسلامی                         | بخش مرکزی، دهستان همت‌آباد، ۱/۲ کیلومتری جنوب جهان‌آباد                                            | ۱۸۳۵۳     | ۱۳۸۵/۱۲/۲۸ |       |
| ۱۳۶  | تپه لوشط                             |       | نوسنگی ـ کالکولتیک ـ تاریخی ـ سلجوقی               | بخش مرکزی، دهستان شیروان، ۷۰۰ م جنوب شرق روستای بزازنا                                           | ۱۸۳۵۴     | ۱۳۸۵/۱۲/۲۸ |       |
| ۱۳۷  | تپه کل علی                           |       | اشکانی تا قرن ۷ ه‍.ق                                 | بخش مرکزی، دهستان شیروان، دو کیلومتری جنوب شرقی بصری                                             | ۱۸۳۵۵     | ۱۳۸۵/۱۲/۲۸ |       |
| ۱۳۸  | نقاره خانه چپدر                      |       | اشکانی                                             | بخش مرکزی، دهستان دره صیدی، ۴۰۰ م شرق روستای چپدر                                                | ۱۸۳۵۶     | ۱۳۸۵/۱۲/۲۸ |       |
| ۱۳۹  | تپه قلاخرابه زواریجان                |       | قرن ۴ تا ۶ ه‍.ق ـ سلجوقی                             | بخش مرکزی، دهستان دره صیدی، ۳۵۰ م شمال غرب روستای زواریجان                                       | ۱۸۳۵۷     | ۱۳۸۵/۱۲/۲۸ |       |
| ۱۴۰  | تپه بهروز                            |       | کالکولتیک ـ مفرغ ـ آهن ـ ساسانی ـ سلجوقی           | بخش مرکزی، دهستان شیروان، ۶۰۰ م جنوب غربی قلعه نو                                                | ۱۸۳۵۸     | ۱۳۸۵/۱۲/۲۸ |       |
| ۱۴۱  | تپه قره‌سو                            |       | کالکولتیک ـ مفرغ ـ آهن ـ تاریخی                    | بخش مرکزی، دهستان شیروان، ۷۰۰ م جنوب روستای قره سو                                               | ۱۸۳۵۹     | ۱۳۸۵/۱۲/۲۸ |       |
| ۱۴۲  | تپه دلاور                            |       | اشکانی                                             | بخش مرکزی، دهستان شیروان، ۱۲۰۰ م شرق روستای گنجینه                                               | ۱۸۳۶۰     | ۱۳۸۵/۱۲/۲۸ |       |
| ۱۴۳  | تپه ولیان (۶)                        |       | کالکولتیک ـ آهن ۳                                  | بخش مرکزی، دهستان شیروان، ۶۰۰ م غرب روستای ولیان                                                 | ۱۸۳۶۱     | ۱۳۸۵/۱۲/۲۸ |       |
| ۱۴۴  | تپه نقاره‌خانه سردره                  |       | اشکانی ساسانی                                      | بخش مرکزی، دهستان دره صیدی، ۴۰۰ م غرب روستای سردره سرینجه                                        | ۱۸۳۶۲     | ۱۳۸۵/۱۲/۲۸ |       |
| ۱۴۵  | تپه بیشه بوریاباف                    |       | آهن ۳ ـ پارتی ـ قرن ۴ تا ۵ ق                       | بخش مرکزی، دهستان همت‌آباد، ۸۰۰ م شرق روستای بوریاباف                                             | ۱۸۳۶۳     | ۱۳۸۵/۱۲/۲۸ |       |
| ۱۴۶  | تپه چغا طیله                         |       | اشکانی ـ ساسانی                                    | بخش مرکزی، دهستان شیروان، ۵۰۰ م جنوب روستای زارم                                                 | ۱۸۳۶۴     | ۱۳۸۵/۱۲/۲۸ |       |
| ۱۴۷  | تپه گور سمه دو                       |       | قرن ۵ تا ۷ ه‍.ق ـ سلجوقی                             | بخش اشترینان، دهستان اشترینان، ۳/۵ کیلومتری شمال شرق شهر اشترینان                                | ۱۸۳۶۵     | ۱۳۸۵/۱۲/۲۸ |       |
| ۱۴۸  | تپه جونگیری                          |       | تاریخی                                             | بخش مرکزی، دهستان شیروان، یک کیلومتری شمال غرب روستای بصری                                       | ۱۸۳۶۶     | ۱۳۸۵/۱۲/۲۸ |       |
| ۱۴۹  | تپه خرمن جا سردره                    |       | ساسانی ـ قرن ۵ تا ۶ ق                              | بخش مرکزی، دهستان دره صیدی، ۶۰ م غرب روستای سر دره سرینجه                                        | ۱۸۳۶۷     | ۱۳۸۵/۱۲/۲۸ |       |
| ۱۵۰  | تپه چهار طاق دو                      |       | اشکانی ـ ساسانی ـ قرون میانه اسلامی                | بخش اشترینان، دهستان بردسرده، روستای دهریز                                                       | ۱۸۳۶۸     | ۱۳۸۵/۱۲/۲۸ |       |
| ۱۵۱  | تپه خرگوشی                           |       | آهن                                                | بخش مرکزی، دهستان شیروان، ۱/۲ کیلومتری شرق روستای بصری                                           | ۱۸۳۶۹     | ۱۳۸۵/۱۲/۲۸ |       |
| ۱۵۲  | تپه قلاباقری                         |       | اشکانی ـ قرن ۵ تا ۷ ه‍.ق ـ صفوی                      | بخش مرکزی، دهستان همت‌آباد، شهرک ایثار، یک کیلومتری شمال شرقی روستای قلعه شمسی                    | ۱۸۳۷۰     | ۱۳۸۵/۱۲/۲۸ |       |
| ۱۵۳  | تپه باغ شاه                          |       | کالکولتیک ـ مفرغ ـ اشکانی ـ قرن ۴تا۷ ه‍.ق ـ قاجاریه  | بخش مرکزی، دهستان همت‌آباد، ۶۵۰ م شمال غرب روستای شمس‌آباد                                         | ۱۸۳۷۱     | ۱۳۸۵/۱۲/۲۸ |       |
| ۱۵۴  | تپه واشو                             |       | تاریخی ـ قرون میانه اسلامی                         | بخش مرکزی، دهستان همت‌آباد، ۱ک م شمال شرق روستای شیشه                                             | ۱۸۳۷۲     | ۱۳۸۵/۱۲/۲۸ |       |
| ۱۵۵  | تپه دو چقائو                         |       | آهن ـ تاریخی                                       | بخش مرکزی، دهستان شیروان، ۱/۵ کیلومتری شمال روستای بصری                                          | ۱۸۳۷۳     | ۱۳۸۵/۱۲/۲۸ |       |
| ۱۵۶  | تپه ولیان دو                         |       | کالکولتیک ـ اشکانی ـ قرون اولیه اسلامی             | بخش مرکزی، دهستان شیروان، ۴۰۰ م جنوب روستای ولیان                                                | ۱۸۳۷۴     | ۱۳۸۵/۱۲/۲۸ |       |
| ۱۵۷  | تپه موسی بیگ                         |       | اشکانی ـ ساسانی ـ اسلامی                           | بخش اشترینان، دهستان گودرزی، ۴۰۰ م شمال روستای چهاربره                                           | ۱۸۳۷۵     | ۱۳۸۵/۱۲/۲۸ |       |
| ۱۵۸  | تپه میر آغوش                         |       | مس و سنگ ـ تاریخی ـ قرون اولیه و متأخر اسلامی      | بخش مرکزی، دهستان شیروان، دو کیلومتری شمال شرق بصری                                              | ۱۸۳۷۶     | ۱۳۸۵/۱۲/۲۸ |       |
| ۱۵۹  | تپه حسن‌آباد                          |       | نوسنگی ـ تاریخی ـ قرن ۷ ه‍.ق                         | بخش مرکزی، دهستان شیروان، روستای شیروان                                                          | ۱۸۳۷۷     | ۱۳۸۵/۱۲/۲۸ |       |
| ۱۶۰  | تپه نقاره خانه دهگاه                 |       | اشکانی ـ ساسانی                                    | بخش مرکزی، دهستان دره صیدی، ۴۰۰ م جنوب شرقی دهگاه                                                | ۱۸۳۷۸     | ۱۳۸۵/۱۲/۲۸ |       |
| ۱۶۱  | تپه ولیان۳                           |       | تاریخی                                             | بخش مرکزی، دهستان شیروان، ۳۰۰ م جنوب غرب روستای ولیان                                            | ۱۸۳۷۹     | ۱۳۸۵/۱۲/۲۸ |       |
| ۱۶۲  | تپه سفید کن ۴                        |       | کالکولتیک ـ تاریخی ـ قرون اولیه و میانی اسلامی     | بخش مرکزی، دهستان شیروان، ۱۲۰۰ م جنوب روستای قلعه نوشوکتی                                        | ۱۸۳۸۰     | ۱۳۸۵/۱۲/۲۸ |       |
| ۱۶۳  | تپه دره بصری                         |       | کالکولتیک ـ آهن III                                | بخش مرکزی، دهستان شیروان، ۵۰۰ م شمال بصری                                                        | ۱۸۳۸۱     | ۱۳۸۵/۱۲/۲۸ |       |
| ۱۶۴  | تپه قرق                              |       | کالکولتیک ـ مفرغ                                   | بخش مرکزی، دهستان شیروان، روستای قرق                                                             | ۱۸۳۸۲     | ۱۳۸۵/۱۲/۲۸ |       |
| ۱۶۵  | تپه پرملک                            |       | کالکولتیک جدید                                     | بخش مرکزی، دهستان شیروان، ۵۵۰ م جنوب روستای ولیان                                                | ۱۸۳۸۳     | ۱۳۸۵/۱۲/۲۸ |       |
| ۱۶۶  | تپه سفید کن ۱                        |       | کالکولتیک ـ مفرغ                                   | بخش مرکزی، دهستان شیروان، ۱۲۰۰ م جنوب روستای قلعه نوشوکتی                                        | ۱۸۳۸۴     | ۱۳۸۵/۱۲/۲۸ |       |
| ۱۶۷  | تپه گل چهران                         |       | اشکانی ـ ساسانی                                    | بخش اشترینان، دهستان گودرزی، روستای گل چهران، جنب مسجد                                           | ۱۸۳۸۵     | ۱۳۸۵/۱۲/۲۸ |       |
| ۱۶۸  | تپه چال سرنجه ۲                      |       | اشکانی تا ساسانی ـ قرن ۷ ه‍.ق                        | بخش مرکزی، دهستان همت‌آباد، ۱۰۰۰ م جنوب جهان‌آباد                                                  | ۱۸۳۸۶     | ۱۳۸۵/۱۲/۲۸ |       |
| ۱۶۹  | قلعه دهکرد                           |       | قاجاریه                                            | بخش مرکزی، دهستان والانجرد، روستای دهکرد                                                         | ۱۹۳۱۹     | ۱۳۸۶/۰۵/۰۱ |       |
| ۱۷۰  | خانه مرادی                           |       | قاجاری                                             | شهر بروجرد، خ صفا، محله صوفیان، ک صنایی                                                          | ۱۹۷۴۲     | ۱۳۸۶/۰۷/۱۴ |       |
| ۱۷۱  | خانه گودرزی                          |       | قاجار                                              | شهر بروجرد، خ شریعتی، ک مسجد رنگینه                                                              | ۲۰۰۵۸     | ۱۳۸۶/۰۸/۲۲ |       |
| ۱۷۲  | آب‌انبار مسجد میر                     |       | قاجاریه                                            | شهر بروجرد، خیابان صفا، کوچه شاهزاده ابوالحسن، گذر مسجد میر                                      | ۲۰۰۷۴     | ۱۳۸۶/۰۸/۲۲ |       |
| ۱۷۳  | آب‌انبار مسجد                         |       | قاجاریه                                            | شهر بروجرد، خیابان صفا، کوچه شاهزاده ابوالحسن، گذر مسجد میر                                      | ۲۱۳۹۰     | ۱۳۸۶/۱۲/۰۷ |       |